# الكرعانة

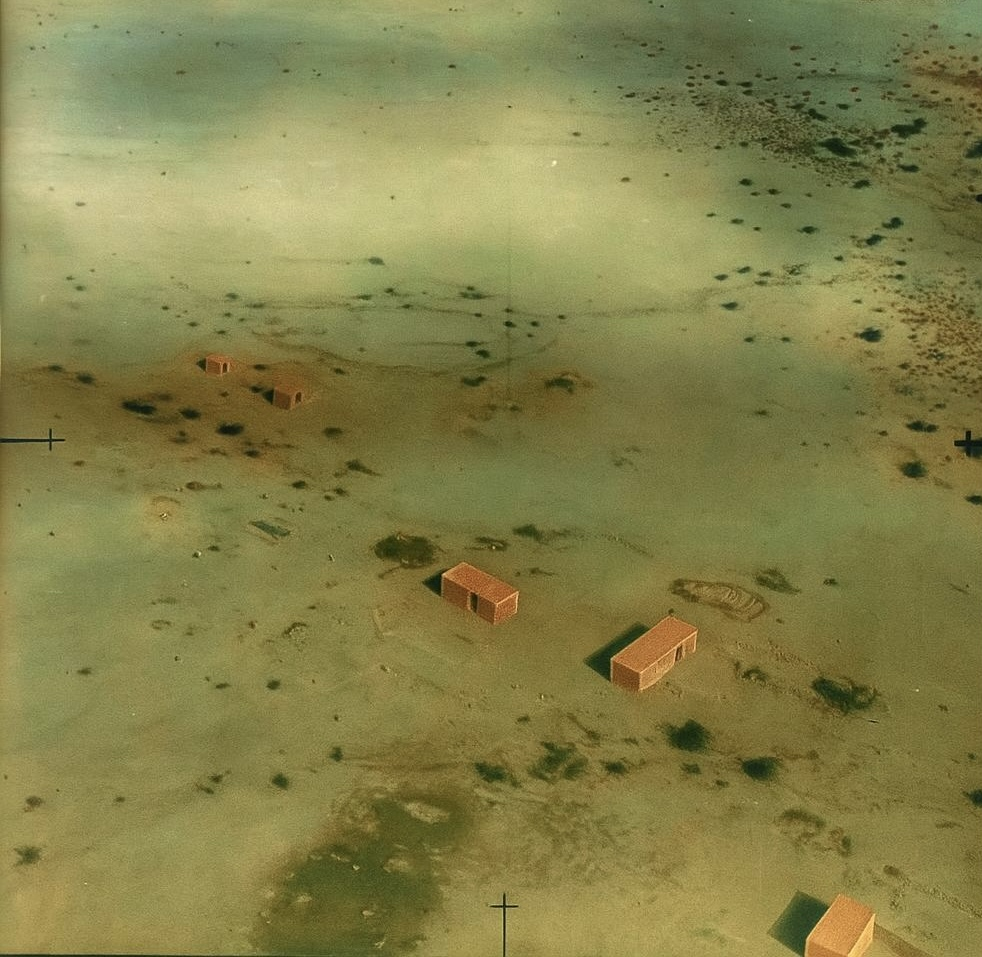
منظر جوي للكرعانة سنة 1934م.

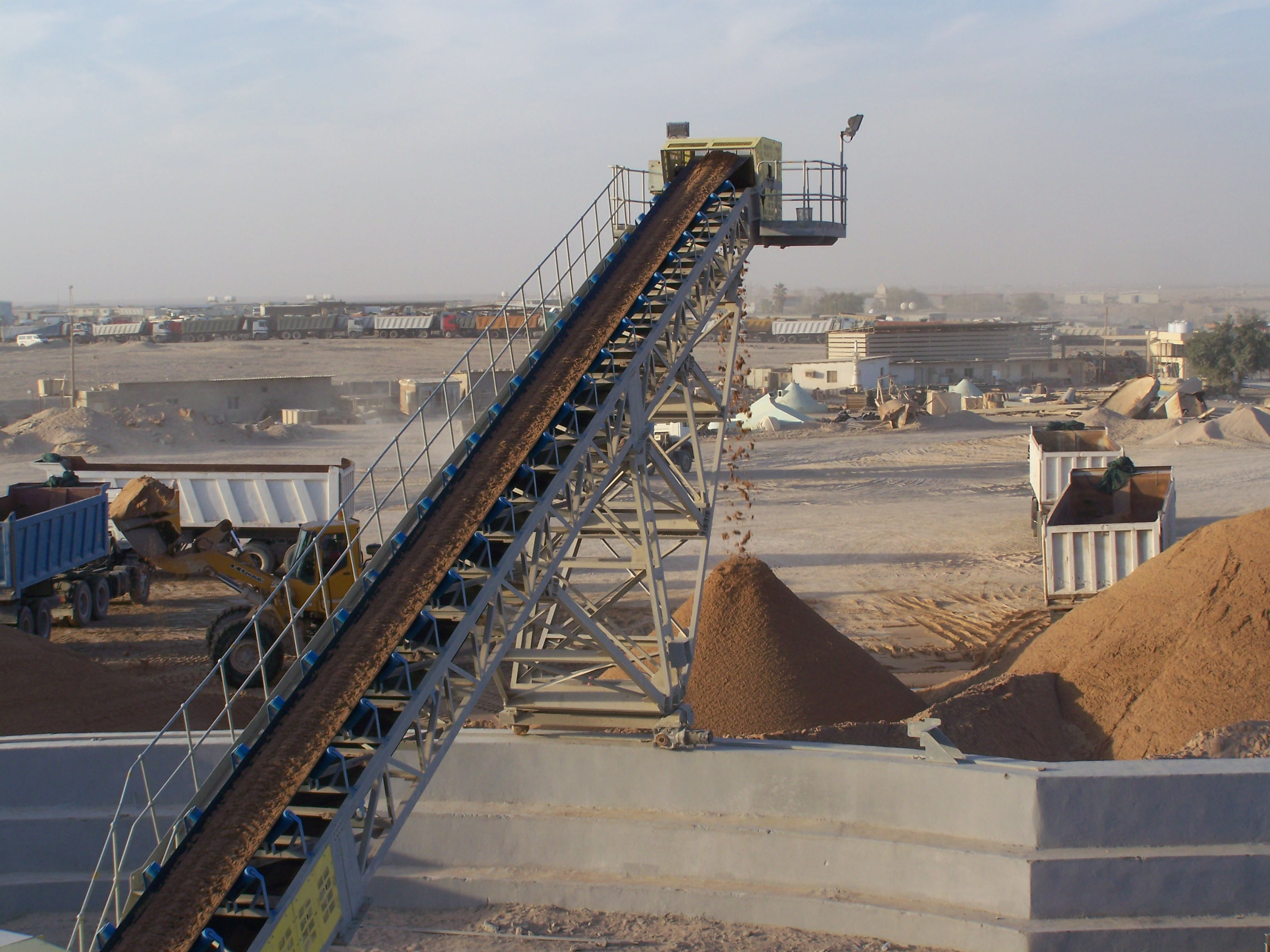
مخزون الرمل والناقل في مصنع غسيل الرمل الصحراوي في الكرعانة.

الكرعانة هي قرية قطرية تقع في بلدية الريان. كانت جزءًا من بلدية جريان الباطنة قبل دمج البلدية في الريان. تقع على بعد حوالي 60 كيلومتر (37 ميل) إلى الجنوب الغربي من العاصمة الدوحة. تعد أحد مواقع مكبات النفايات الرئيسية الثلاثة في البلاد وتُستخدم بصفة أساسية لنفايات الصرف الصحي.

## علم أصول الكلمات
أصل كلمة الكرعانة هو المصطلح العربي "كراع" والذي يمكن ترجمته إلى "مياه الأمطار" أو "المياه العذبة" وقد سُميت الكرعانة على اسم بئر محلي كان ينتج مياه ذات جودة استثنائية.

## الرعاية الصحية
مركز الرعاية الصحية موجود في القرية.

## المجلس البلدي المركزي
مع أن الانتخابات الحرة للمجلس البلدي المركزي قد أُجريت لأول مرة في قطر عام 1999 إلا أن الكرعانة لم تكن سوى مقر لإحدى الدوائر البلدية الـ 29 منذ الانتخابات البلدية الخامسة عام 2015. وفي الدورة الخامسة كانت الكرعانة مقرًا للدائرة رقم 21 والتي تضمنت أيضًا العديد من المستوطنات على طول طريق سلوى من بينها العامرية وأم باب وأبو سمرة وروضة أرنب والركية والخرارة والهميلة والمشابية. وانتُخب نايف علي الأحبابي ممثلًا للدائرة.

## التعليم
المدارس التالية تقع في قرية الكرعانة:
| اسم المدرسة           | المقرر | المرحلة            | الجنس      | الموقع الرسمي | مرجع   |
| --------------------- | ------ | ------------------ | ---------- | ------------- | ------ |
| مدرسة الكرعانة للبنات | مستقل  | روضة أطفال – ثانوي | للنساء فقط | غير متوفر     | [ 12 ] |
| مدرسة الكرعانة للبنين | مستقل  | روضة أطفال – ثانوي | للذكور فقط | غير متوفر     | [ 13 ] |